# Cildo Meireles
Cildo Meireles (Rio de Janeiro, 9 de fevereiro de 1948) é um escultor e pintor brasileiro.
Conhecido internacionalmente, Cildo cria os objetos e instalações que diretamente levam o observador em uma experiência sensorial completa,o cerebral e variando em escala do minúsculo ao vasto, o artista explora, como descreve, o "físico, geométrico, psicológico, topográfico e antropológico". Questionando, entre outros temas, a ditadura militar no Brasil (1964–1985) e a dependência do país na economia global.

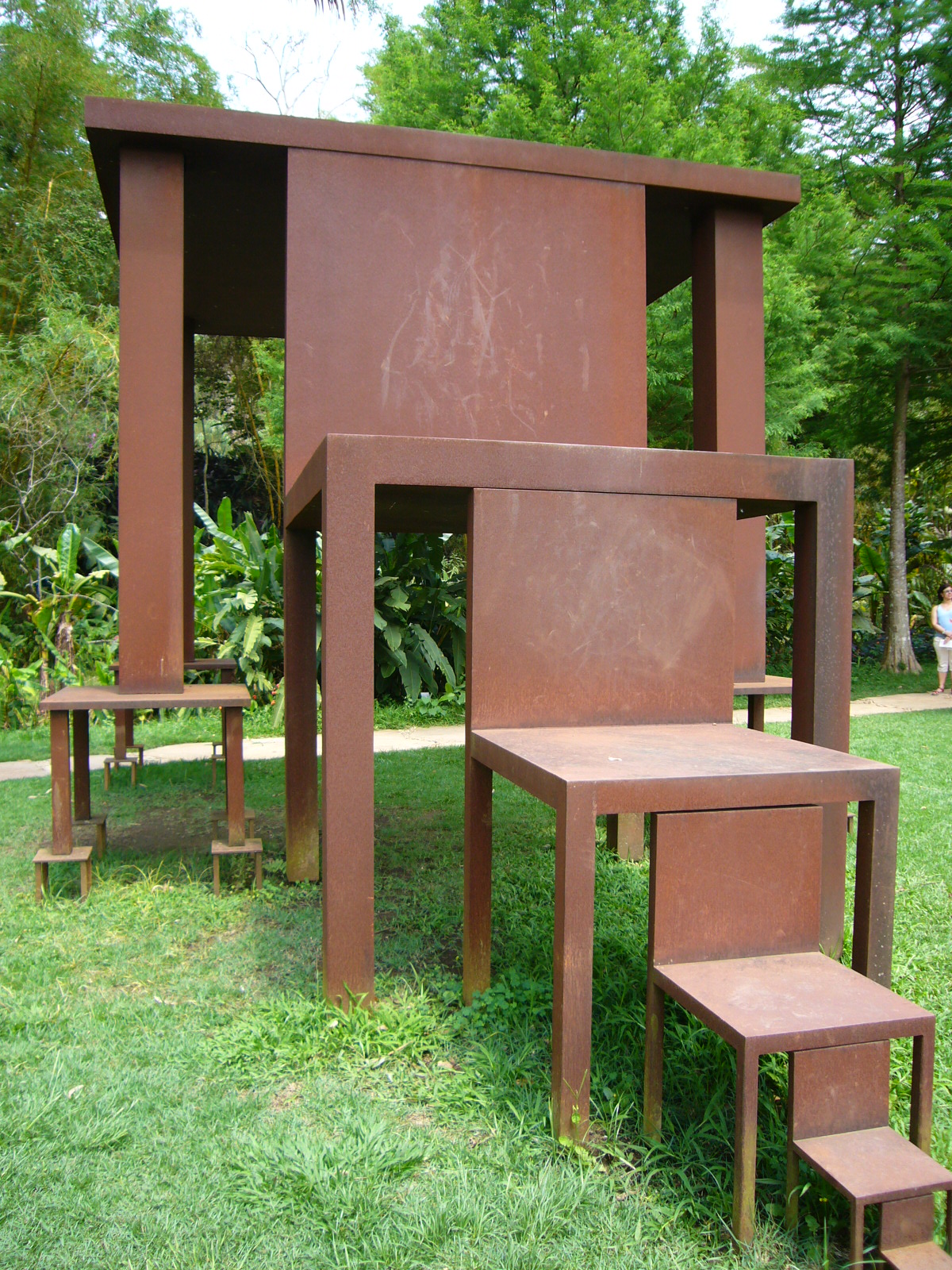
Inmensa 1982-2001, aço 400 x 176 x 810 cm, Instituto Inhotim, Brumadinho

Ele tem desempenhado um papel chave dentro da produção artística nacional e internacional. Situando-se na transição da arte brasileira entre a produção neoconcretista do início dos anos 60 e a de sua própria geração, já influenciada pelas propostas da arte conceitual, instalações e performances, as obras de Cildo Meireles dialogam não só com as questões poéticas e sociais específicas do Brasil, mas também com os problemas gerais da estética e do objeto artístico.

## Carreira
Durante os anos 70 e 80 Cildo Meireles arquitetou uma série de trabalhos que faziam uma severa crítica à ditadura militar. Obras como Tiradentes: totem monumento ao preso político ou Introdução a uma nova crítica, que consiste em uma tenda sob a qual se encontra uma cadeira comum forrada com pontas de prego, são alguns trabalhos de cunho político do artista. Neles a questão política sempre vem acompanhada da investigação da linguagem. Inserções em circuito ideológico: Projeto Coca Cola, por exemplo, consistiu em escrever, sobre uma garrafa de Coca Cola, um dos símbolos mais eminentes do imperialismo norte-americano, a frase Yankees go home, para, posteriormente, devolvê-la à circulação. Além da questão política o projeto faz referência a toda problematização desenvolvida pelos movimentos de vanguarda e por Marcel Duchamp no início do século; uma espécie de ready made às avessas.
Cildo examina a falibilidade da percepção humana, os processos de comunicação, as condições do espectador, a relação da obra de arte com o mercado.
Uma de suas obras, chamada Cruzeiro zero é uma réplica fiel de uma nota do Cruzeiro (a moeda corrente naquele tempo) que não tem nenhum valor e as figuras históricas e heróicas sejam substituídas pela fotografia de um índio brasileiro e de um paciente de um hospital psiquiátrico. Há uma crítica, um comentário na super inflação e na desvalorização do cruzeiro, este trabalho joga com noções tradicionais da natureza e ' do valor ' da arte e da marginalização do Brasil no mundo internacional da arte.

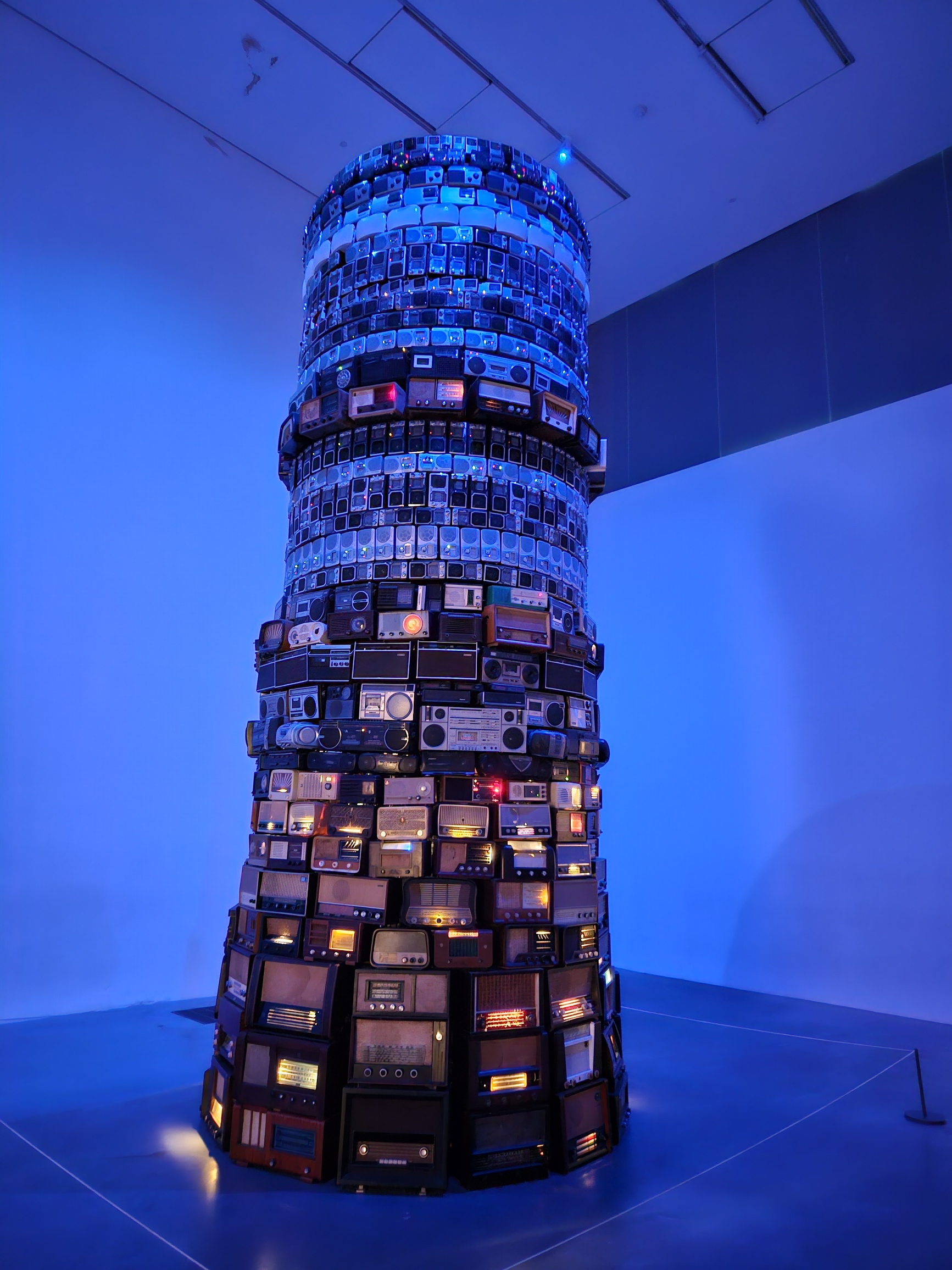
Obra Babel de Cildo Meireles exposta na Tate Modern

Realizou exposições individuais em importantes instituições, dentre as quais destacam-se: Cildo Meireles, Museo de Arte Miguel Urrutia, Banco de la República, Bogotá, Colômbia (2020); Entrevendo, SESC Pompéia, São Paulo (2019); Cildo Meireles: Instalações, Hangar Bicocca, Milão, Itália (2014); Cildo Meireles, Museu Nacional Centro de Arte Reina Sofia, Madrid, Espanha (2013) e Museu de Arte Contemporânea de Serralves, Porto, Portugal (2013-2014); Ocupação Cildo Meireles, 10ª Edição do Projeto Ocupação, Itaú Cultural, São Paulo (2011); Cildo Meireles, MACBA, Barcelona, Espanha, e Museu Universitario de Arte Contemporâneo – MUAC, Cidade do México, México (2009); Cildo Meireles, Tate Modern, Londres, Reino Unido (2008); Babel, Pinacoteca de São Paulo (2006); Occasion, Portikus im Leinwandhaus, Frankfurt, Alemanha (2004); Cildo Meireles, Musée d’Art Moderne et Contemporain de Strasbourg, Estrasburgo, França (2003); Cildo Meireles – retrospectiva, MAM-SP (2000) e MAM Rio (1999); Cildo Meireles – retrospective, New Museum, Nova York, EUA (1999); entre outras.
Sua obra foi exposta no mundo todo, incluindo as 37ª, 50ª, 51ª e 53ª Bienais de Veneza, Itália; as 16ª, 20ª, 24ª e 29ª Bienais de São Paulo; as 6ª e 8ª Bienais de Istambul, Turquia; o Festival Internacional de Arte de Lofoten, Noruega; as 11ª e 14ª Bienais de Lyon, França; e as Documenta 9 e 11, Kassel, Alemanha. Em 2023, Meireles foi contemplado com o Prêmio Roswitha Haftmann, o mais conceituado da Europa, sendo o primeiro latino-americano a recebê-lo em 22 anos. Dentre os demais prêmios nacionais e internacionais com os quais foi contemplado ao longo de sua carreira, estão: Prêmio Faz Diferença, O Globo (2019); Prêmio ABCA (2015); Velázquez Prize for Visual Arts, Madrid, Espanha (2008); Prêmio APCA (2007); Honorary Doctorate of Fine Arts, San Francisco, EUA (2005); Officier de L’Ordre des Arts et des Lettres, Paris, França (2005); entre outros.
Realizou exposições individuais em importantes instituições, dentre as quais destacam-se: Cildo Meireles, Museo de Arte Miguel Urrutia, Banco de la República, Bogotá, Colômbia (2020); Entrevendo, SESC Pompéia, São Paulo (2019); Cildo Meireles: Instalações, Hangar Bicocca, Milão, Itália (2014); Cildo Meireles, Museu Nacional Centro de Arte Reina Sofia, Madrid, Espanha (2013) e Museu de Arte Contemporânea de Serralves, Porto, Portugal (2013-2014); Ocupação Cildo Meireles, 10ª Edição do Projeto Ocupação, Itaú Cultural, São Paulo (2011); Cildo Meireles, MACBA, Barcelona, Espanha, e Museu Universitario de Arte Contemporâneo – MUAC, Cidade do México, México (2009); Cildo Meireles, Tate Modern, Londres, Reino Unido (2008); Babel, Pinacoteca de São Paulo (2006); Occasion, Portikus im Leinwandhaus, Frankfurt, Alemanha (2004); Cildo Meireles, Musée d’Art Moderne et Contemporain de Strasbourg, Estrasburgo, França (2003); Cildo Meireles – retrospectiva, MAM-SP (2000) e MAM Rio (1999); Cildo Meireles – retrospective, New Museum, Nova York, EUA (1999); entre outras.

## Bibliografia

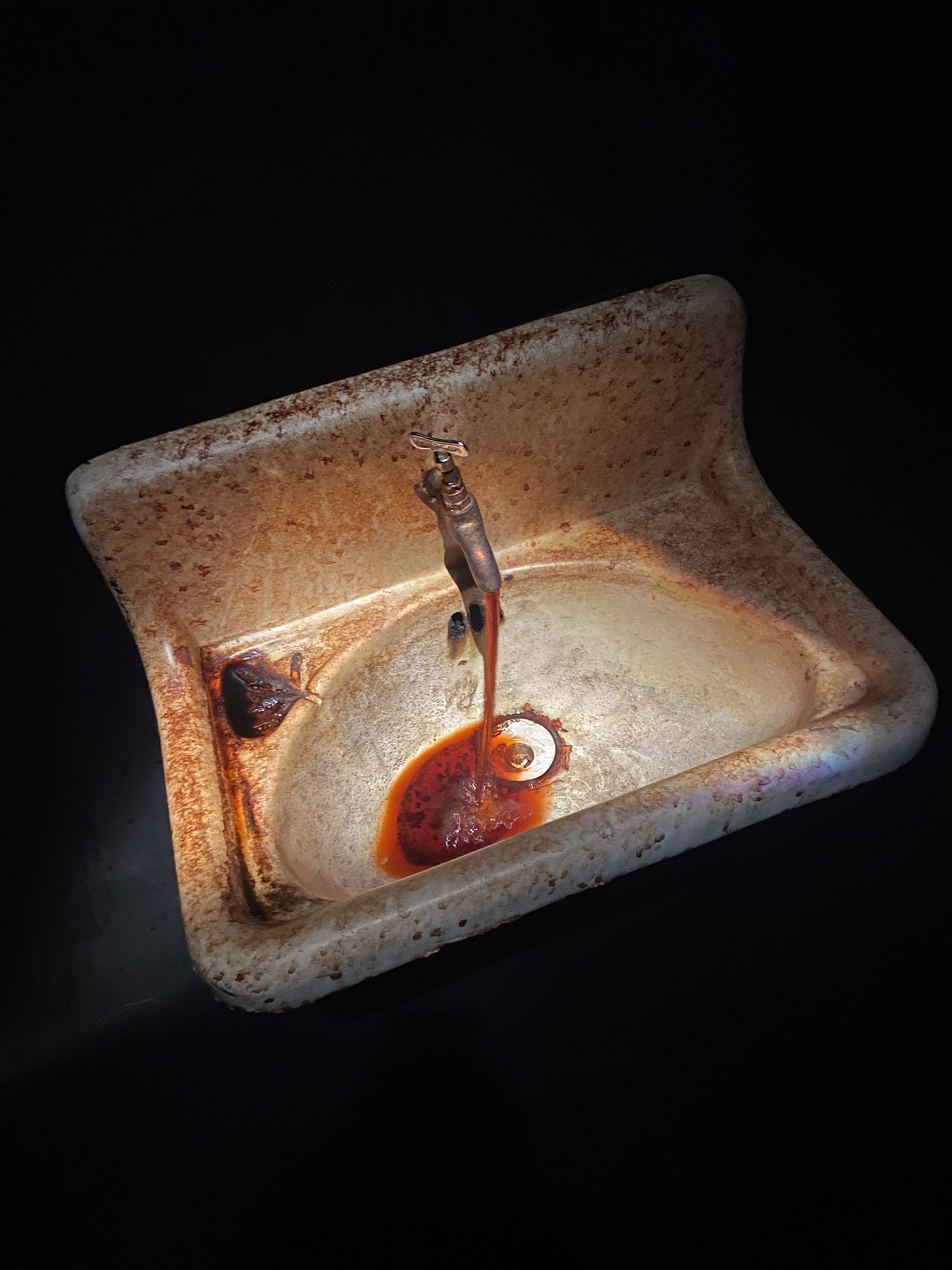
Desvio para o vermelho III. Obra exposta no Instituto Inhotim